# 雪拉德 (伊利諾伊州)
雪拉德（英語：Sherrard）是位於美國伊利諾伊州默瑟縣的一個村落。

## 地理
雪拉德的座標為41°19′06″N 90°30′19″W / 41.31833°N 90.50528°W，而該地最高點為海拔高度245米（即804英尺）。

## 人口
根據2010年美國人口普查的數據，雪拉德的面積為3.00平方千米，當中陸地面積為2.40平方千米，而水域面積為0.60平方千米。當地共有人口222人，而人口密度為每平方千米74人。